# Oued Miliana

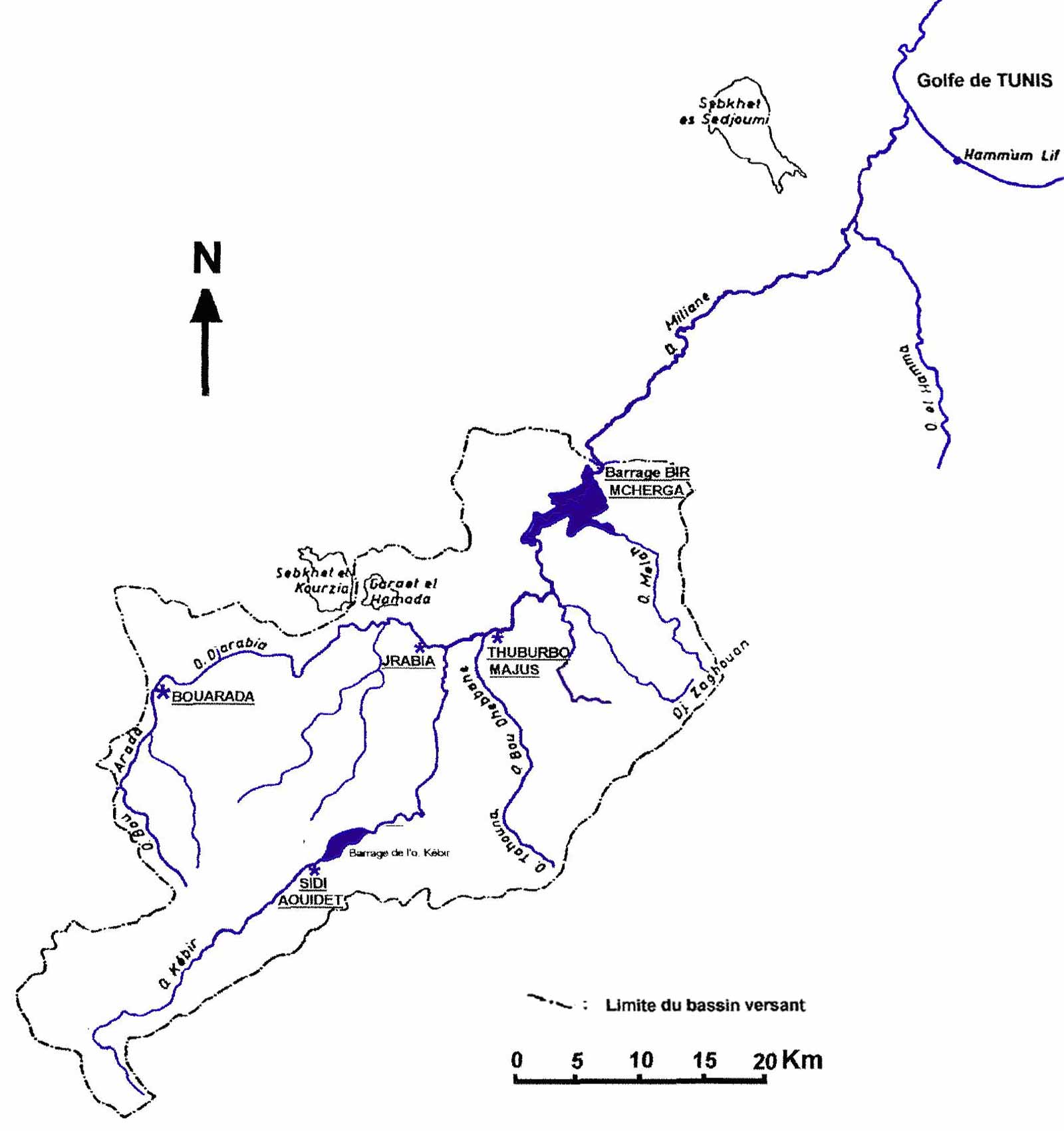
Conca fluvial del Miliana

El oued Miliane (àrab: وادي مليان, wādī Milyān) és un riu de Tunísia amb origen a la regió del Djebel Bargou, que corre en direcció nord i desguassa al golf de Tunis. En el seu trajecte recull, a l'època de pluges, l'aigua de nombrosos uadis que estan secs bona part de l'any. El seu curs és d'uns 110 km. la pluviometria mitjana és de 450 mm/any i entre el setembre i el gener creix un 12 per cent. La ciutat principal del seu curs és Fahs, i la segueixen Oudna i Mohammedia.
El riu travessa la plana de Fahs i passa proper a la sabkha Koursia, i després passa a l'oest del Djebel Zaghouan i entra a la plana de Tunis i desguassa més amunt de Mohammedia.